# Kieserite
La kieserite è un minerale appartenente al gruppo omonimo.
Prende nome dal medico tedesco Dietrich Georg von Kieser.